# Scenaristengilde
De Scenaristengilde is de beroeps- en belangenvereniging van alle scenaristen in Vlaanderen. Ze komt op voor de rechten van de scenarist, organiseert workshops, lezingen en debatten en zorgt voor momenten waarop de scenaristen elkaar kunnen ontmoeten. De organisatie werd opgericht in 2004. 
Het gilde wordt erkend door Het Kunstenloket als partner voor scenario schrijvers.
Jaarlijks geeft het gilde een prijs voor het beste scenario.

## Winnaars
Winnaars van afgelopen jaren zijn:
- 2012: Hasta la vista
- 2013: The Broken Circle Breakdown
- 2014: Marina (2013)
- 2015: De behandeling